# Hatsune Miku
Hatsune Miku (japanska: 初音ミク) är en virtuell sångare och programvara utvecklad av Crypton Future Media och designad av KEI. Miku släpptes först den 31 augusti 2007 som en röst för VOCALOID2-mjukvaran. Rösten är baserad på den japanska röstskådespelerskan Saki Fujita.  Hatsune Miku hade också gjort samarbeten med företag som FamilyMart, Domino's Pizza, Xiaomi och många andra. 